# مزرعه محمدکریم نوری
مزرعه محمدکریم نوری یک منطقهٔ مسکونی در ایران است که در دهستان کمارج واقع شده‌است.